# 情熱のZUMBA
「情熱のZUMBA」（じょうねつのズンバ）は、MAXの34枚目のシングル。2014年9月10日にSONIC GROOVEから発売された。メンバーの Reina が育休中のため Nana、Mina、Lina の3人で収録され、MAXとして前回に引き続き3人体制でのリリースとなった。

## 概要
- 約1年1ヶ月ぶりのシングル。
- CD+DVD、CDのみの2形態で発売。初回限定封入特典として各メンバーのソロ生写真封入。
- 振り付けは、少女時代のカバーダンスグループ・遠藤時代（現 ENDO' GENERATION）のリーダーであり、TOKYO MX『5時に夢中!』の「えんどぅのダンシング天気予報」でも話題の、かねてからMAXの大ファンだったというダンサー・えんどぅが担当している。
- 世界各国で人気を誇るラテン音楽のステップを多用したコロンビア発祥のフィットネスダンス「ZUMBA」。このズンバをモチーフに、夏感たっぷりのダンスチューンミュージックとなっている。

## 収録曲

### CD（通常盤）
1. 情熱のZUMBA [3:43]
日本語詞：Satomi / 作詞：Jacques Ballue、Hugues Ducamin /  作曲：Jacques Ballue、Hugues Ducamin
2. Sweet Sweet Honey [4:06]
作詞：NaNa★MUSiC / 作曲：SUNNY BOY、Ryosuke Imai
3. BOOM! BOOM! BOOM! [4:19]
作詞：Maria Okada (RzC) / 作曲：CLARABELL (RzC)
4. 情熱のZUMBA (Instrumental)
5. Sweet Sweet Honey (Instrumental)
6. BOOM! BOOM! BOOM! (Instrumental)

### CD+DVD
上記のCDに、以下の内容のDVDが加わる。
1. 情熱のZUMBA (MUSIC VIDEO)
2. 情熱のZUMBA (DANCE VIDEO) - ダンスビデオ

## リリースイベント
- MAX：「情熱のZUMBA」発売記念リリースイベント
  - 開催会場：ラゾーナ川崎プラザ ルーファ広場　グランドステージ
  - 開催日時：2013年9月15日(月・祝) / 1回目：13:00〜 / 2回目：16:00〜
  - 内容：ミニライヴ・握手会
  - セットリスト：「Tacata'」〜「Summer Dream」〜「Ride on time」〜「情熱のZUMBA」